# Umspannanlage Uchtelfangen
Die Umspannanlage Uchtelfangen (auch Umspannwerk Uchtelfangen oder Station Uchtelfangen) ist ein großes Umspannwerk in der Nähe des gleichnamigen Ortsteils der saarländischen Gemeinde Illingen. Sie wurde 1964 in Betrieb genommen und diente anfangs vorrangig der Einspeisung der in den umliegenden Steinkohlekraftwerken der Saarbergwerke ins Übertragungsnetz des RWE sowie das Verbundnetz der VSE. Bis heute ist sie das größte und wichtigste Umspannwerk im Saarland und dient als wichtiger Knoten im europäischen Verbundnetz.
Bis 1999 war Uchtelfangen Sitz der Gruppenschaltleitung West, die als nachgeordnete Dienststelle der Hauptschaltleitung Brauweiler der Überwachung und Steuerung des westlichen Bereichs des RWE-Verbundnetzes diente.

## Lage und Beschreibung
Die rund 14 ha große Anlage liegt auf einer Anhöhe zwischen dem Illinger Ortsteil Uchtelfangen und dem Eppelborner Ortsteil Wiesbach, größtenteils auf Illinger Gebiet. Der westlichste Teil der Anlage gehört zum Gemeindegebiet von Eppelborn. Der Anlagenstandort befindet sich etwa 15 km nördlich der Landeshauptstadt Saarbrücken, 14 km westlich von Neunkirchen und 20 km nordöstlich von Saarlouis.
Unmittelbar östlich des Geländes verlaufen die Bundesautobahn 1 und die Landesstraße 266. Südlich grenzt das interkommunale Gewerbegebiet „A1“ an. Im Gegensatz zu den meisten anderen Umspannwerken dieser Größenordnung verfügt die Umspannanlage Illingen über keinen Gleisanschluss zum Transport der Transformatoren per Bahn.

## Geschichte

### Errichtung
Die „Schalt- und Umspannanlage“ entstand im Zuge des 380-kV-Verbundnetzes des RWE, das seit Mitte der 1950er Jahre errichtet wurde. Am 30. Juli 1964 ging die Anlage in ihrem ersten Bauabschnitt in Betrieb, eröffnet wurde sie vom saarländischen Wirtschaftsminister Eugen Huthmacher. Von Anfang an verfügte sie über alle drei in Deutschland üblichen Spannungsebenen von 380, 220 und 110 kV. Die Baukosten betrugen zum damaligen Zeitpunkt rund 10 Millionen DM. Vom Kraftwerk Weiher, dessen Block II zur selben Zeit in Betrieb ging, wurde direkt ins Umspannwerk eingespeist, die weiteren Kraftwerke der Saarbergwerke AG wurden schrittweise über das 380-kV-Netz angebunden. Neben dem 380- und 220-kV-Höchstspannungsnetz des RWE wurden auch die Vereinigten Saarländischen Elektrizitätswerke auf der 110-kV-Ebene in die Umspannanlage eingebunden.
Die erste 380-kV-Leitung war die Verbindung Uchtelfangen–Niederstedem–Oberzier. Zwischen Selhausen bei Oberzier und Niederstedem bestand bereits seit 1960 eine für 380 kV ausgelegte Leitung, die vorerst auf der 220-kV-Ebene betrieben wurde und dem Abtransport der im luxemburgischen Pumpspeicherwerk Vianden erzeugten elektrischen Energie zum Umspannwerk Weisweiler diente. Dieses Kraftwerk ging nach zehnjähriger Bauzeit am 17. April 1964 in Betrieb. Mit Inbetriebnahme der neuen Umspannanlagen Uchtelfangen und Oberzier im selben Jahr konnte im 380-kV-Betrieb ein zunächst einkreisiger Energieaustausch zwischen rheinischen und saarländischen Kohlekraftwerken und luxemburgischer Wasserkraft hergestellt werden. Der ebenfalls 1964 fertiggestellte Block II des Kraftwerks Weiher wurde auf der 220-kV-Ebene einkreisig in die Anlage eingebunden, die Leitung selbst ist jedoch für zwei 380-kV-Stromkreise ausgelegt.
Im Jahr 1968 folgte die Leitung Uchtelfangen–Bürstadt–Daxlanden. Über das Umspannwerk Bürstadt wurde Uchtelfangen in einen Leitungsring auf der 380-kV-Ebene eingebunden. Die im Dezember 1967 in Betrieb gegangene Leitung Daxlanden–Kühmoos–Laufenburg schließt einen zweiten 380-kV-Ring und dient dem Stromaustausch mit der Schweiz und Frankreich. Ein Stromkreis verlief von Uchtelfangen nach Bürstadt, der zweite von Uchtelfangen durchgehend bis Laufenburg. Diese nach Osten führende Leitung trug außerdem zwei 220-kV-Kreise die zum Kraftwerk St. Barbara in Bexbach und nach Otterbach führten.
Eine direkte Verbindung zwischen Uchtelfangen und dem französischen Stromnetz wurde 1972 mit den Leitungen Uchtelfangen–Ensdorf und Ensdorf–Vigy eingerichtet. Erstgenannte Leitung wurde bereits beim Bau des Umspannwerks für zwei 380-kV- und zwei 220-kV-Stromkreise errichtet. Über das Umspannwerk Ensdorf konnte elektrische Energie aus dem benachbarten Kraftwerk aufgenommen werden. Die Fortführung von Ensdorf über Vigy nach Bézaumont bei Pont-à-Mousson war ebenfalls für zwei 380-kv-Kreise dimensioniert, verfügte anfangs aber nur über einen Kreis mit maximaler Übertragungsleistung von 1.800 MW.

### Modernisierung

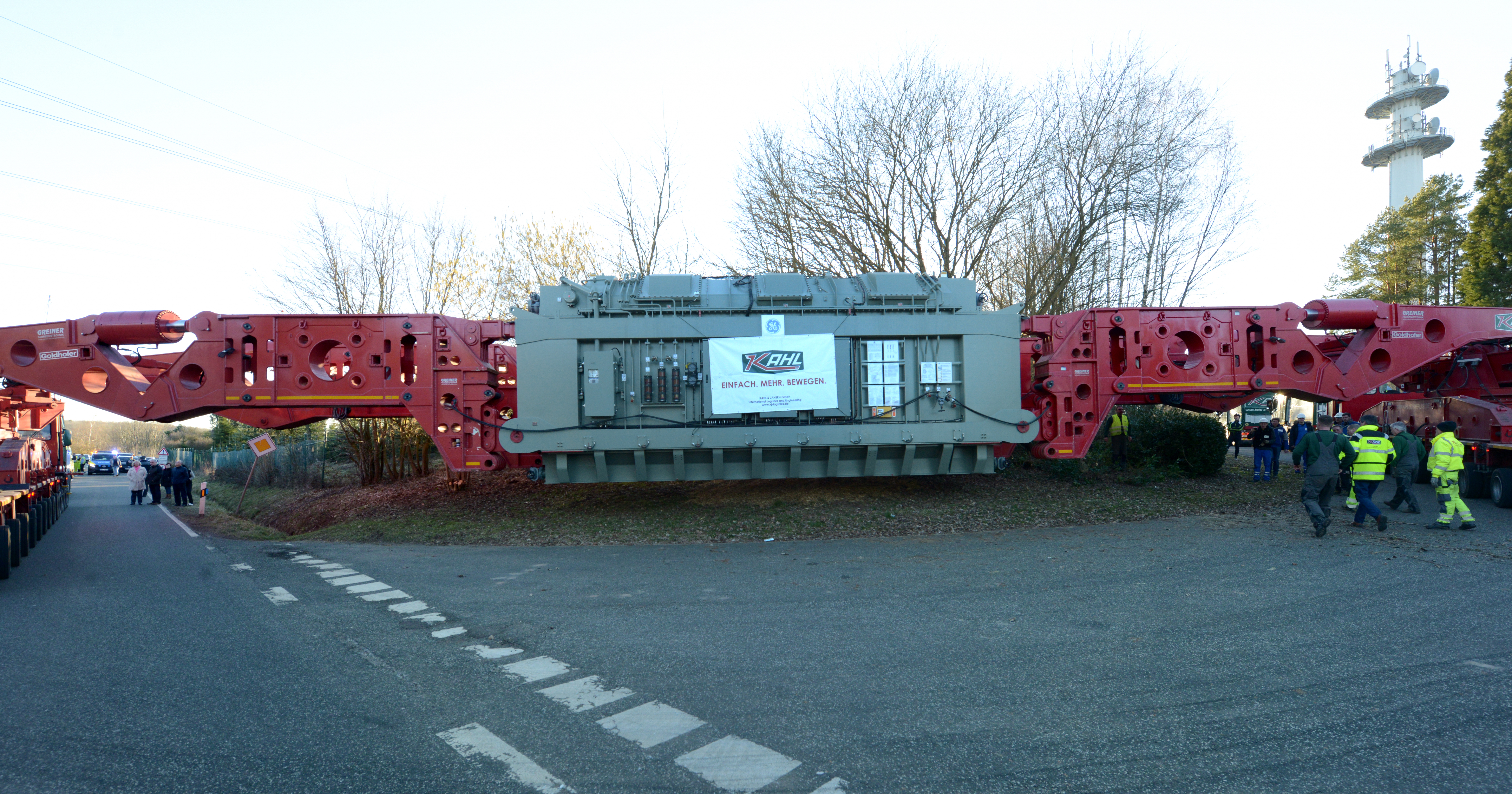
Anlieferung eines neuen Transformators per Schwertransport im Februar 2019

1992 schlossen die Übertragungsnetzbetreiber RWE und EDF einen Kooperationsvertrag über den Ausbau der Übertragungskapazität zwischen beiden Ländern. Die Leitung nach Frankreich sollte durch Auflage des zweiten 380-kV-Stromkreises auf insgesamt 3600 MW Übertragungsleistung erhöht werden. 1993 wurde die Umspannanlage daher erstmals ertüchtigt und der zweite Stromkreis nach Frankreich in Betrieb genommen. Ende 2002 wurden im Zuge der Beseitigung noch existierender betrieblicher Einschränkungen nochmals die technischen Komponenten ertüchtigt. Anfang 2003 wurde die grenzüberschreitende Leitung wieder in Betrieb genommen. Ende 2002 wurden im Zuge der Beseitigung noch existierender betrieblicher Einschränkungen nochmals die technischen Komponenten ertüchtigt. Anfang 2003 ging die grenzüberschreitende Leitung wieder in den Normalbetrieb.
Bis 1999 war auf dem Areal der Umspannanlage Uchtelfangen die Gruppenschaltleitung West eingerichtet, die als regionale Dienststelle unterhalb der Hauptschaltleitung Brauweiler für die Netzführung des RWE-Hochspannungsnetzes im Saarland sowie für Teile von Bayern, Baden-Württemberg, Hessen und Rheinland-Pfalz zuständig war. Seit der Fusion des RWE-Konzerns mit den VEW im Jahr 2000 und der weiteren Restrukturierung im Jahr 2003 infolge der Liberalisierung des deutschen Strommarkts befand sich die Anlage im Eigentum der RWE Transportnetz Strom GmbH und wurde von der RWE Rhein-Ruhr Netzservice GmbH, Abteilung Operation Service unterhalten. Am 1. September 2009 wurde die RWE Transportnetz Strom GmbH aus dem RWE-Konzern ausgegliedert und in Amprion GmbH umbenannt, diese ist seitdem Eigentümerin aller Einrichtungen der und Höchstspannungsebene der RWE AG.
Die ursprünglich für das Jahr 2012 vorgesehenen beiden neuen Steinkohleblöcke im Kraftwerk Ensdorf, ein nach einem Volksentscheid im Jahre 2007 aufgegebenes Vorhaben der RWE Power, sollten ihre Leistung von 2 × 800 MW ebenfalls über die Anlage in Uchtelfangen in das europäische Verbundnetz einspeisen. Seit dem Atomausstieg 2011 und dem schrittweisen Kohleausstieg steht allerdings nicht mehr die die lokale Einspeisung überschüssiger Energiemengen, sondern die Verteilung dezentral erzeugter elektrischer Energie an weiter entfernte Abnehmer im Mittelpunkt. Zwischen den Jahren 2011 und 2013 wurde die Anlage daher für 4 Millionen € umfangreich modernisiert. Dabei wurde eine dritte 380-kV-Sammelschiene installiert, die im Fehlerfall als Reserve genutzt werden kann. Zusätzlich wurde die Sekundärtechnik erneuert.
Am 4. November 2019 hat Amprion einen neuen rotierenden Phasenschieber von General Electric in der Umspannanlage in Anwesenheit von Anke Rehlinger feierlich in Betrieben genommen. Dieser dient der Erzeugung von induktiver oder kapazitiver Blindleistung, die zur gezielten Steuerung von Leistungsflüssen im Netz genutzt wird. Amprion hat in diese Anlage, der zweiten überhaupt im eignen Übertragungsnetz, 60 Millionen Euro investiert.

## Technischer Aufbau
Das Umspannwerk verfügt über Schaltanlagen aller drei in Deutschland üblichen Spannungsebenen von 380, 220 und 110 kV. Die 380-kV-Schaltanlage befindet sich im westlichen Bereich der Anlage und verfügt über drei Sammelschienen sowie zwölf Schaltfelder. Die etwas kleinere 220-kV-Anlage grenzt östlich an, sie verfügt ebenfalls über drei Sammelschienen und elf Schaltfelder. Zwischen 380-kV- und 220-kV-Ebene spannt ein Transformator direkt um. Die 110-kV-Schaltanlage liegt im nördlichen Bereich, etwas abseits der beiden anderen Schaltanlagen. Sie verfügt über drei Sammelschienen und 16 Schaltfelder. Zur Kupplung mit den beiden anderen Spannungsebenen bestehen jeweils zwei 380-/110-kV- und 220-/110-kV-Transformatoren, die über zwei Doppelfreileitungen angebunden und in die Anlage eingeführt werden.

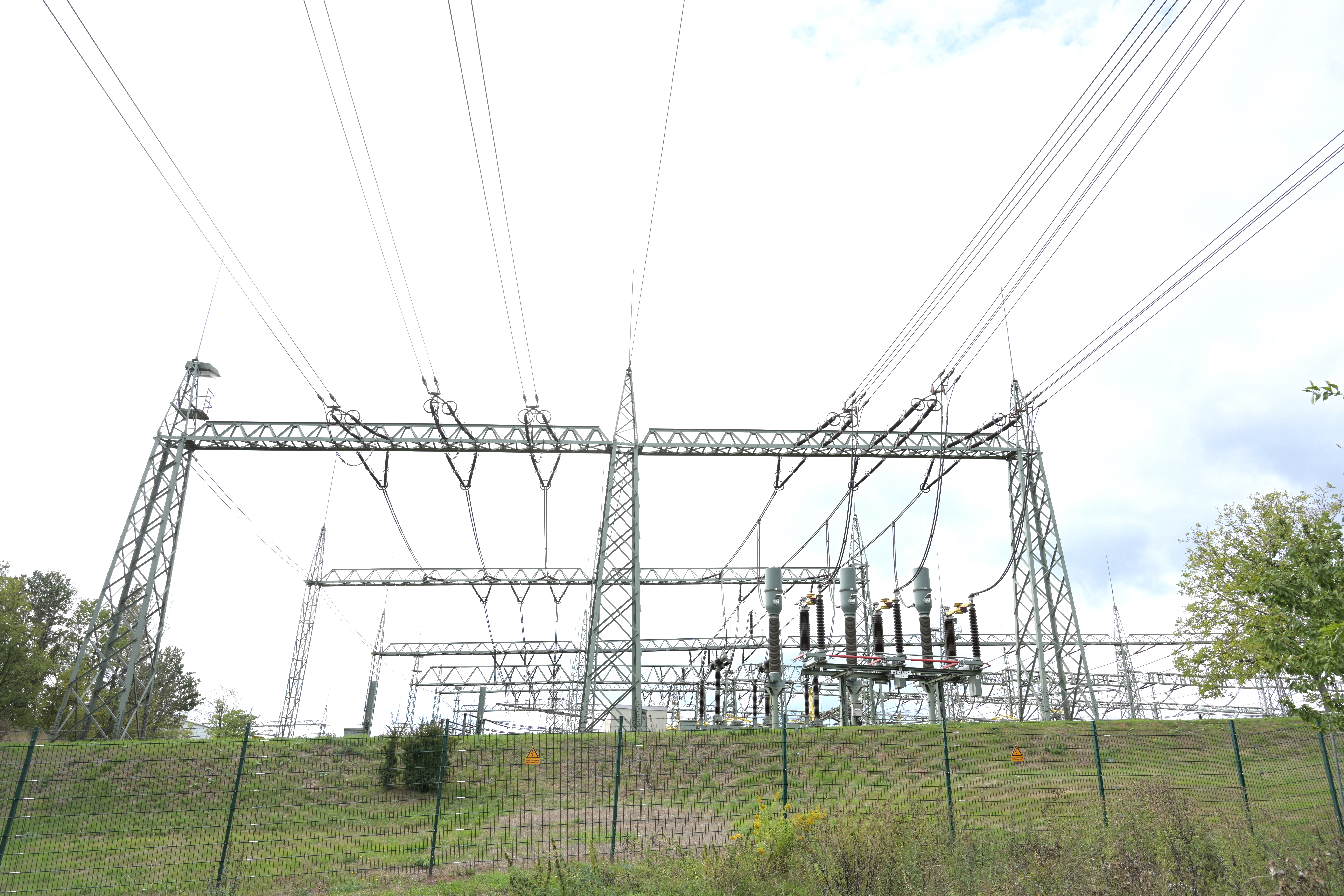
Abgehende, für 380 kV isolierte Stromkreise: Der linke Kreis ist spannungslos, der rechte wird mit 220 kV betrieben
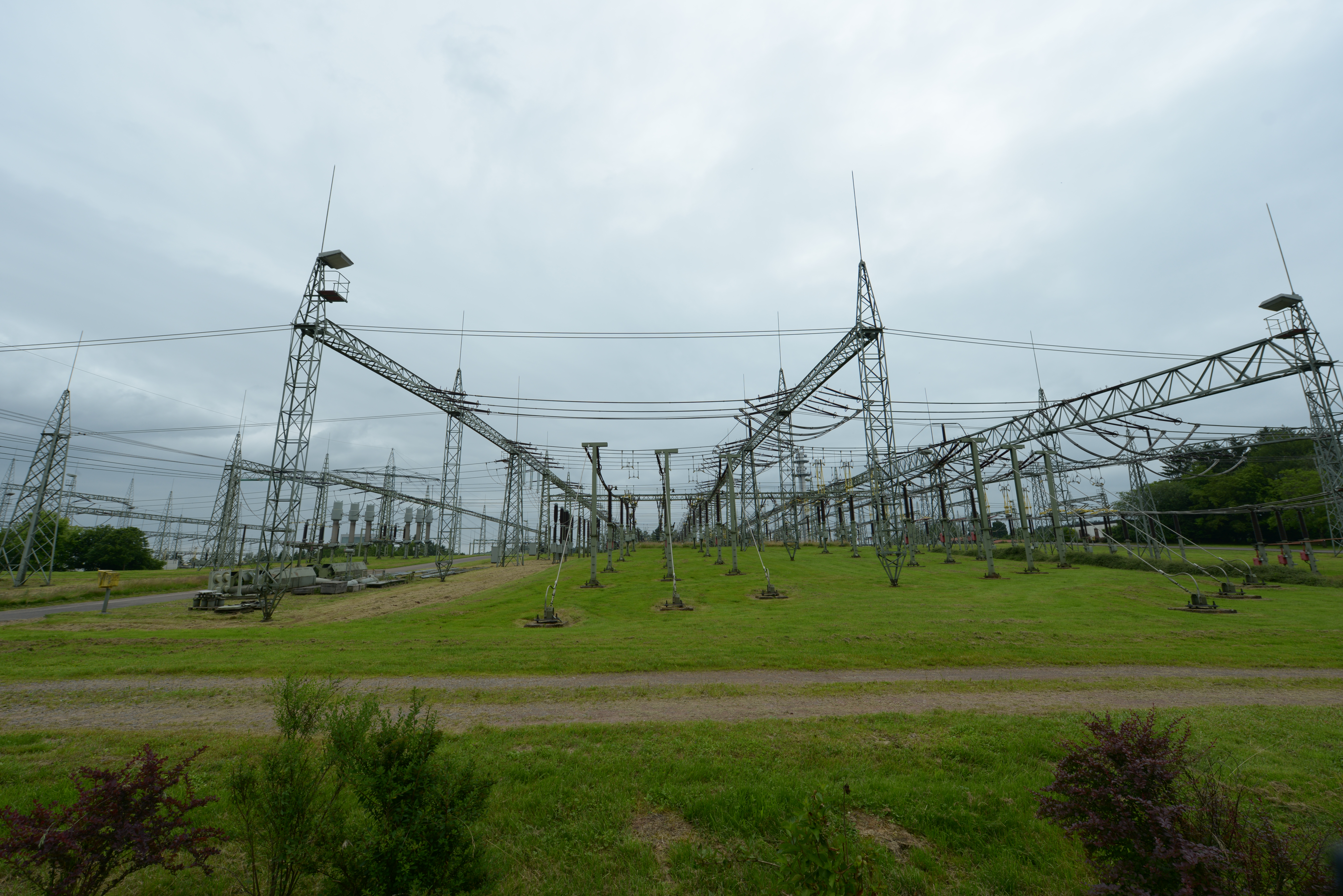
220-kV-Schaltanlage
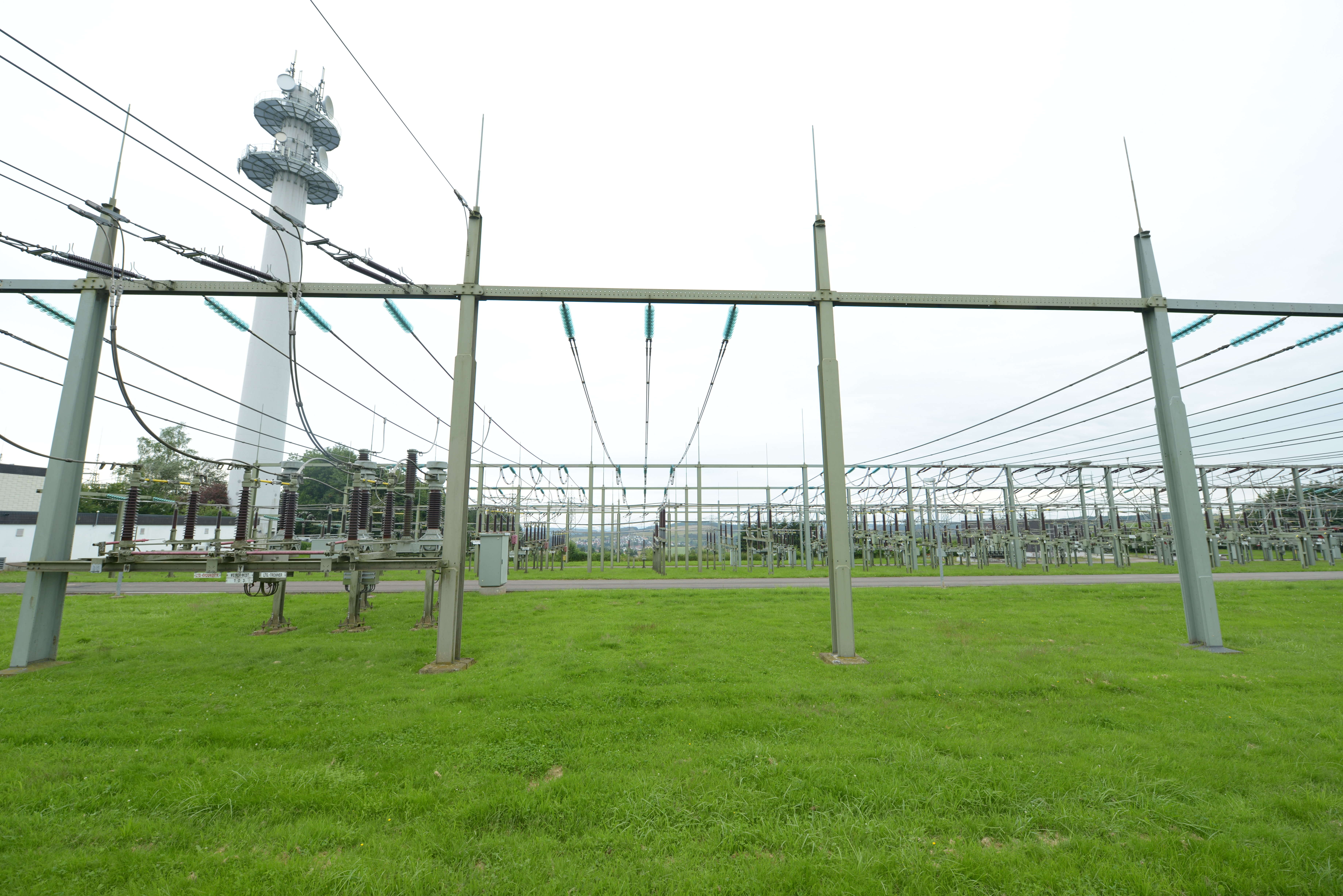
110-kV-Schaltanlage und Richtfunkturm

### Freileitungen

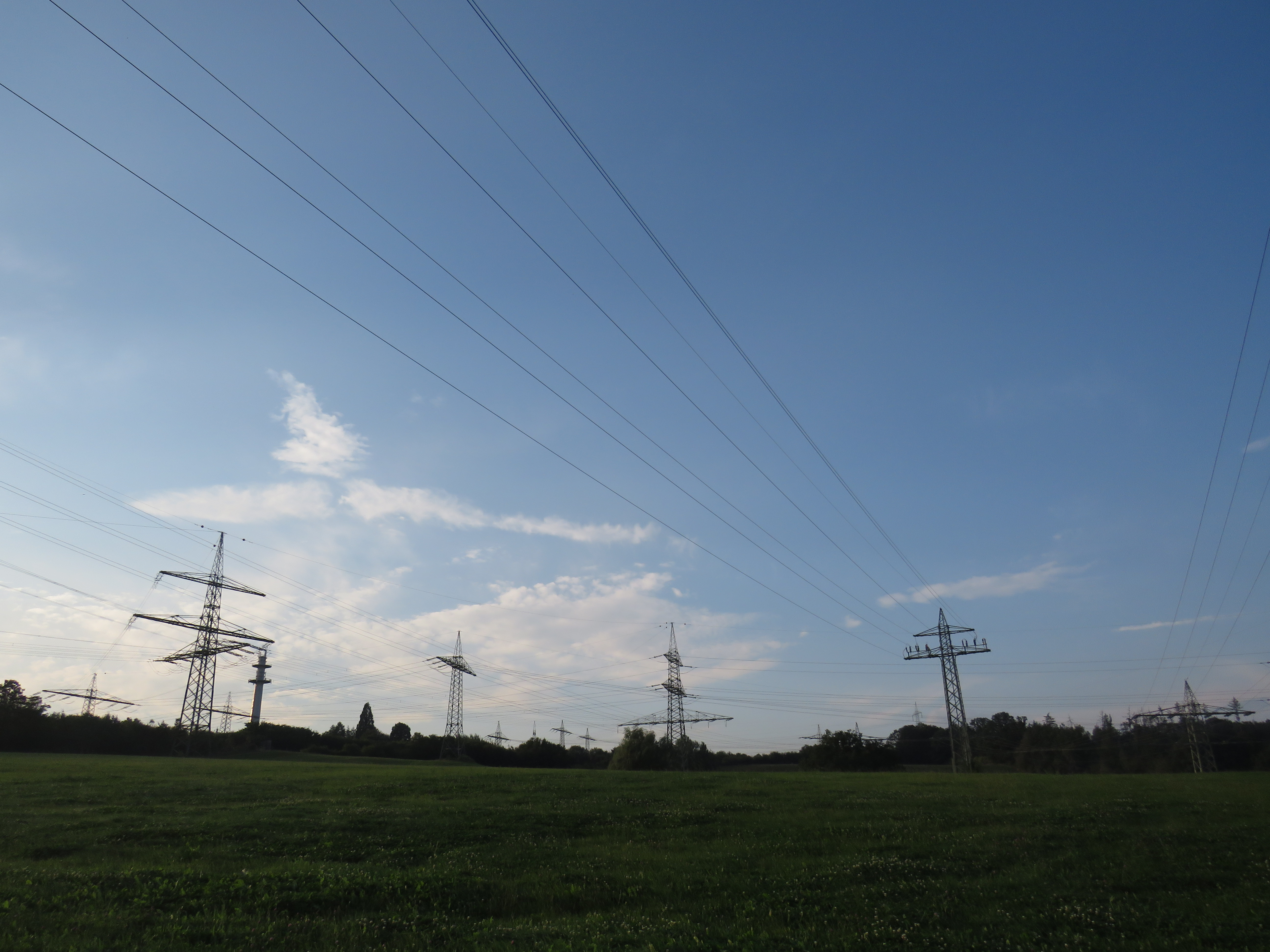
220- und 110-kV-Freileitungen verlassen das Umspannwerk in östliche Richtung

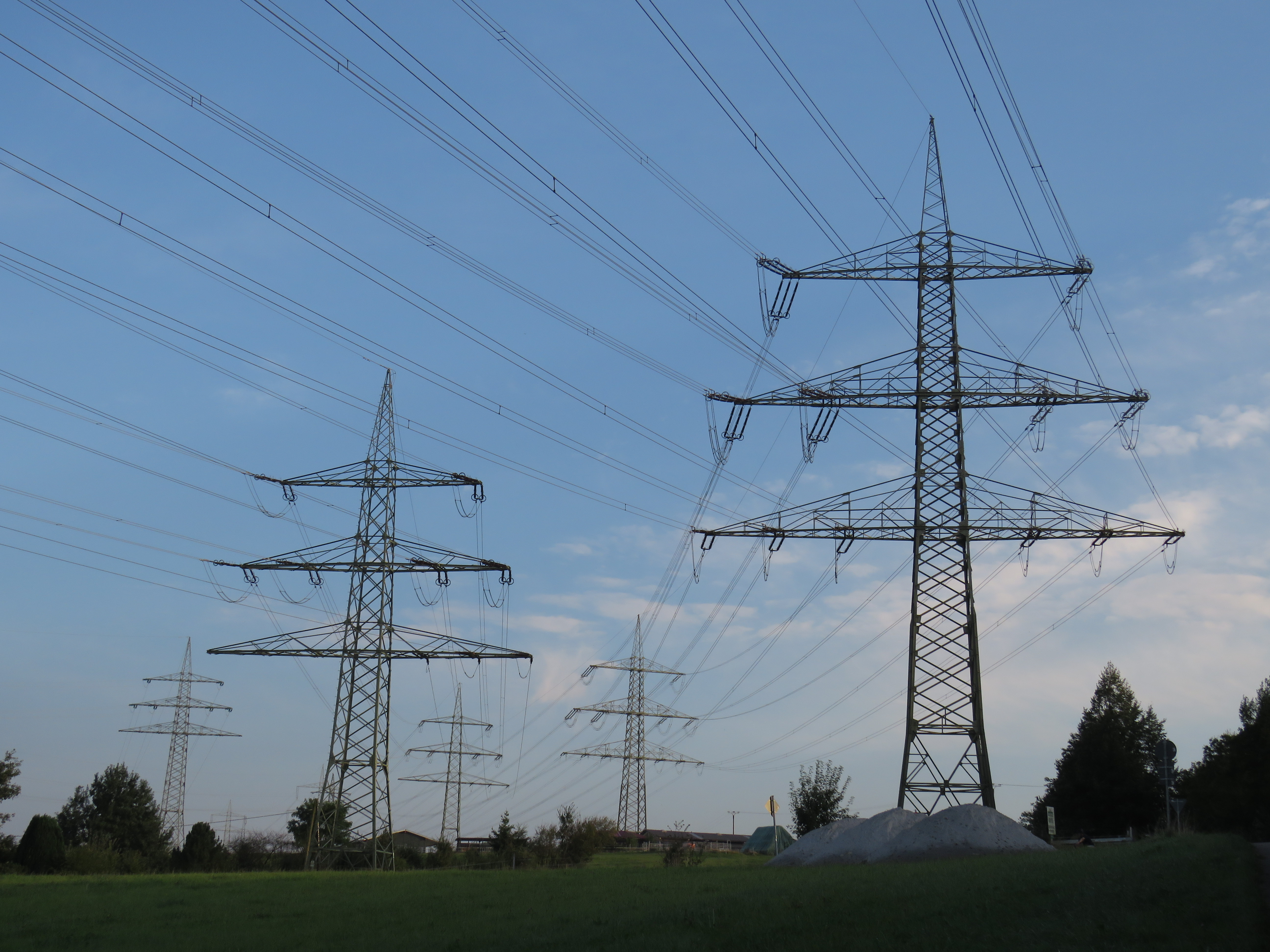
Nach Süden führende Leitungstrasse

| Netzbetreiber            | Spannung             | Name des Stromkreises                  | Trassenbezeichnung                     | Zielort/-station                                             | Baujahr der Trasse                                                              | Himmels- richtung                                  | Bemerkungen |
| ------------------------ | -------------------- | -------------------------------------- | -------------------------------------- | ------------------------------------------------------------ | ------------------------------------------------------------------------------- | -------------------------------------------------- | ----------- |
|                          | 380 kV               | 380 kV Bliestal Süd                    | Bl. 4536 St. Barbara – Pkt. Katzenbach | Mittelbexbach                                                | 1968                                                                            | West                                               |             |
| 380 kV Bliestal Nord     | 380 kV               | Mittelbexbach                          | Bl. 4536 St. Barbara – Pkt. Katzenbach | Bis 2014 durchgehend bis Bürstadt (als 380 kV Bürstadt Ltg.) | 1968                                                                            | West                                               |             |
| 380 kV Uchtelfangen Ost  | 380 kV               | Bl. 4553 Niederstedem – Uchtelfangen   | Osburg                                 | 1964                                                         | Bis 2009 durchgehend bis Niederstedem                                           | West                                               |             |
| 380 kV Uchtelfangen West | 380 kV               | Bl. 4553 Niederstedem – Uchtelfangen   | Niederstedem                           | 1964                                                         |                                                                                 | West                                               |             |
| 380 kV Taubental Nord    | 380 kV               | Bl. 4545 Uchtelfangen – Ensdorf        | Ensdorf                                | 1964                                                         | Nachträgliche Installation im Zuge des Baus der Leitung Ensdorf – Vigy (F) 1972 | West                                               |             |
| 380 kV Taubental Süd     | 380 kV               | Bl. 4545 Uchtelfangen – Ensdorf        | Ensdorf                                | 1964                                                         | Nachträgliche Installation im Zuge des Baus der Leitung Ensdorf – Vigy (F) 1972 | West                                               |             |
| 220 kV                   | 220 kV Ellbach Nord  | Bl. 4545 Uchtelfangen – Ensdorf        | Diefflen                               | 1964                                                         |                                                                                 | West                                               |             |
| 220 kV                   | 220 kV Ensdorf Süd   | Bl. 4545 Uchtelfangen – Ensdorf        | Diefflen → Ensdorf                     | 1964                                                         |                                                                                 | West                                               |             |
| 220 kV                   | 220 kV Barbara Ltg.  | Bl. 4536 St. Barbara – Pkt. Katzenbach | St. Barbara                            | 1968                                                         | Ost                                                                             |                                                    |             |
| 220 kV                   | 220 kV Otterbach Süd | Bl. 4536 St. Barbara – Pkt. Katzenbach | Homburg → Mutterstadt                  | 1968                                                         | Ost                                                                             | Bis 2014 nur bis Otterbach                         |             |
| 220 kV                   | 220 kV Osburg        | Bl. 4536 St. Barbara – Pkt. Katzenbach | Quint                                  | 1968                                                         | Ost                                                                             | Verschwenkung auf Trasse der Bl. 4553              |             |
| 220 kV                   | 220 kV Weiher 2b     | Bl. 4538 KW Weiher – Uchtelfangen      | Kraftwerk Weiher                       | 1964                                                         | Ost                                                                             | Dimensionierung und Isolation für 380 kV ausgelegt |             |
|                          | 110 kV               | 110 kV                                 | Hl 150                                 | St. Wendel                                                   |                                                                                 | West                                               |             |
| 110 kV                   | 110 kV               | Alsweiler                              | Hl 150                                 |                                                              |                                                                                 | West                                               |             |
| 110 kV                   | 110 kV               | Schmelz                                | Hl 150                                 |                                                              |                                                                                 | West                                               |             |
| 110 kV                   | 110 kV               | Lebach                                 | Hl 150                                 |                                                              |                                                                                 | West                                               |             |
| 110 kV Hilschbach Ost    | 110 kV               | Hl 140                                 | Köllerbach → Kraftwerk Fenne           |                                                              | Ost                                                                             |                                                    |             |
| 110 kV Köllertal Nord    | 110 kV               | Hl 140                                 | Köllerbach → Kraftwerk Fenne           |                                                              | Ost                                                                             |                                                    |             |
| 110 kV Heinitz Nord      | 110 kV               | Bl. 2411 Uchtelfangen – Rohrbach       | Merchweiler → Heinitz                  |                                                              | Ost                                                                             | Dimensionierung und Isolation für 220 kV ausgelegt |             |
| 110 kV Heinitz Süd       | 110 kV               | Bl. 2411 Uchtelfangen – Rohrbach       | Merchweiler → Heinitz                  | Dimensionierung und Isolation für 220 kV ausgelegt           | Ost                                                                             |                                                    |             |
| 110 kV Weiher West       | 110 kV               | Bl. 4538 KW Weiher – Uchtelfangen      | Kraftwerk Weiher (Creos)               | 1964                                                         | Ost                                                                             |                                                    |             |